# Suzanne-Louise Le Peletier de Saint-Fargeau
Suzanne-Louise Le Peletier de Saint-Fargeau, née le 1er mars 1782 à Paris en France et morte le 19 août 1829  à Saint-Fargeau dans l'Yonne, est une aristocrate française. À la suite de l'assassinat de son père elle devient le première fille adoptive de la nation en 1793 à l'âge de 11 ans. Elle est au centre de débats public en 1797 lorsqu'elle veut se marier et que ses oncles s'y opposent et demandent à l’État de jouer son rôle de père en s'opposant au mariage.

## Biographie

### Jeunesse
Suzanne-Louise Le Peletier de Saint-Fargeau est la fille de Marie-Louise Adélaïde Joly de Fleury et de Louis-Michel Le Peletier de Saint-Fargeau, issu d'une célèbre dynastie de magistrats au Parlement de Paris.
Après l'assassinat de son père le 20 janvier 1793, considéré comme le « premier martyr de la Révolution française », elle devient la première fille adoptive de la nation à l'âge de 11 ans.

### Affaire juridique de 1797
Le Peletier veut épouser un néerlandais, Jean-François De Witt. L'adoption par l'État signifie qu'elle est émancipée de sa famille et donc de ses oncles. Ceux-ci s'opposent à ce mariage au motif qu'il n'est pas français. En raison de leur manque de pouvoir juridique sur elle, ils ne peuvent empêcher Le Peletier de se marier. Ses oncles saisissent alors le législateur français et demandent à l'État de jouer son rôle de père et d'empêcher Le Peletier de se dénationaliser en épousant un néerlandais.
Cette affaire met Le Peletier sous les feux de la rampe. Le public débat des pouvoirs de l'adoption nationale et des facteurs définissant les relations entre la famille et l'État. Ses fiançailles avec un étranger donnent également lieu à des débats publics sur la citoyenneté et sa signification, en particulier pour les femmes, et sur la question de savoir si le mariage a ou non une incidence sur leur citoyenneté.
Les débats de l'affaire soulèvent des points contradictoires. Ceux qui soutiennent des familles centrées sur le père, avec une femme et des enfants subordonnés, en affirmant qu'elles n'ont pas besoin de contrôle parental. Au contraire, ceux qui soutiennent Le Peletier en mettant l'accent sur les droits individuels et la rationalité d'une jeune femme. Sébastien Erard, l'un de ses partisans, lui envoie un piano. Les partisans de ses oncles rappellent qu'elle est la « première fille de la République » et qu'elle est le symbole de la France et de la révolution. Ils évoquent aussi son incapacité à être une citoyenne indépendante de la France.

#### Mariage
Le Peletier et De Witt peuvent se marier peu après, en 1798. Le mariage ne dure pas longtemps et le juge leur accorde le divorce en 1800.
En 1804, elle est fiancée à son cousin Léon Le Peletier de Mortefontaine. Le 4 octobre 1806, ils se marient. Ensemble, le couple a deux enfants.

### Reconnaissance
En 1804, la même année que son mariage, Jacques-Louis David fait son portrait.

### Mort
Le Peletier meurt le 19 août 1829 à Saint-Fargeau dans l'Yonne.